# Pieter Lodewijk Muller

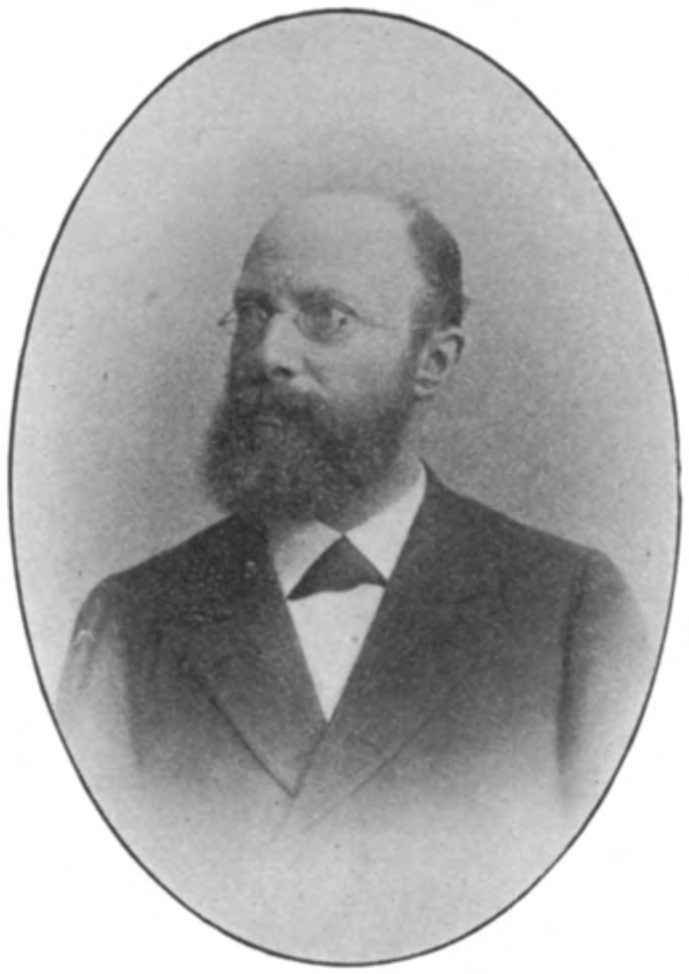
Pieter Lodewijk Muller, 1898

Pieter Lodewijk Muller (* 9. November 1842 in Koog aan de Zaan im heutigen Zaanstad; † 25. Dezember 1904 in Gardone Riviera) war ein niederländischer Historiker.

## Leben
Muller wurde als dritter Sohn von Christiaan Muller und Isabella de Cercq geboren. Der Vater war Prädikant der Mennoniten in den nordholländischen Gemeinden Koog und Zaandijk, die Mutter entstammte einer wohlhabenden niederländischen Familie und starb, als Pieter zwei Jahre alt war. Die Mullers, die sich früher Müller schrieben, waren deutschstämmig; Pieters Großvater Samuel war zusammen mit seinem Großonkel Johannes um 1800 aus Krefeld nach Amsterdam gekommen, um sich im Buchhandel niederzulassen. Der Onkel war Frederik Muller, ein in Amsterdam bis heute bekannter Buchhändler und Verleger.
Muller besuchte die dörfliche Grundschule in Koog und wechselte im Alter von neun Jahren an die Französische Schule von Zaandijk. Von 1861 bis 1867 studierte er an der Universität Leiden Philologie und Geschichte, wobei der sich speziell der Niederländischen Geschichte des 17. Jahrhunderts und dem Goldenen Zeitalter der Niederlande, ein Fachgebiet das zeitlebens sein Arbeitsschwerpunkt bleiben sollte.
Im Dezember 1867 promovierte er mit einer Dissertation über Geschiedenis der regering in de nader geunieerde provincien 1579–85 (Leiden 1868) und ging anschließend nach Brüssel, um einige Monate als Korrespondent des Spanischen Gesandten zu arbeiten. Danach unternahm er eine fast einjährige Studienreise nach Berlin, Dresden, Wien und Heidelberg, von der er im April 1869 zurückkehrte. Nun ließ er sich in Haarlem nieder, wo sein Vater inzwischen lebte, und arbeitete als Lehrer am Gymnasium von Leiden.
1874 heiratete er Dorothea (Dora) Bohn (* 1846), die Tochter des Verlegers Pieter François Bohn und der Schriftstellerin Dorothea Petronella Beets, und nahm eine Aushilfsstellung als Zeitbeamter am Rijksarchief in Den Haag an, die er bis 1877 innehatte.
1878 erhielt er den Lehrstuhl für Niederländische Geschichte an der Universität Groningen, den er bis 1883 innehatte. Am 5. Oktober 1883 wechselte er an die Universität Leiden. 1902 zwang ihn eine heftige Lungenerkrankung zur Aufgabe seiner Lehrtätigkeit, und er verbrachte aus klimatischen Gründen den Winter am Gardasee. Anfang 1903 schien er sich soweit erholt zu haben, um seine Arbeit wieder aufnehmen zu können, aber die Erkrankung trat wenige Monate später wieder auf, so dass er in den Süden zurückkehrte. An Weihnachten 1904 verstarb er in Gardone Riviera.
Die wissenschaftlichen Verdienste Mullers betreffen überwiegend die Erforschung der neueren Niederländischen Geschichte; seine ausführlichen Schriften über das 17. Jahrhundert wurden zum Standardwerk, seine Veröffentlichung Republic der Verenigte Nederlanden in haar bloetijd (Die Republik der Vereinigten Niederlanden in ihrer Blütezeit) prägte die fortan für diese Epoche verwendete Bezeichnung des Goldenen Zeitalters der Niederlande, da sein Verleger den ursprünglichen Titel ab der zweiten Auflage um Onze gouden eeuw (unser Goldenes Zeitalter) erweiterte.
Seit 1889 war er Mitglied der Königlich Niederländischen Akademie der Wissenschaften (KNAW).

## Werke (Auswahl)
- Onze gouden eeuw: de republiek der Vereenigde Nederlanden in haar bloeitijd geschetst (1883/1897)
- Regesta Hannonensia (Den Haag 1882)
- De Unie van Utrecht (Utrecht 1878)
- Wilhelm von Oranien und Georg Friedrich von Waldeck (1873–80)
- De Staat der Vereenigde Nederlanden in de jaren zijner wording (1572–1594) (1872)
- Nederlands eerste betrekkingen met Oostenrijk (1870)
- Hugo Grotius als latijnsch dichter beschouwd (1867)
- De geschiedenis der Regeering in de Nader Geunieerde Provinciën tot aan de komst van Leicester (1579–1585) (Dissertation 1868)

Zudem hat Muller zahlreiche Abhandlungen über niederländische Geschichte in Zeitschriften verfasst.